# Делве
Делве (њем. Delve) општина је у њемачкој савезној држави Шлезвиг-Холштајн. Једно је од 115 општинских средишта округа Дитмаршен. Према процјени из 2010. у општини је живјело 726 становника. Посједује регионалну шифру (AGS) 1051020.

## Географски и демографски подаци
Делве се налази у савезној држави Шлезвиг-Холштајн у округу Дитмаршен. Општина се налази на надморској висини од 5 метара. Површина општине износи 15,8 km². У самом мјесту је, према процјени из 2010. године, живјело 726 становника. Просјечна густина становништва износи 46 становника/km².